# آنتونیه گالوشکووا
آنتونیه گالوشکووا (چکی: Antonie Galušková؛ زادهٔ ۱۷ مهٔ ۲۰۰۱) قایقران اسلالوم زن اهل جمهوری چک است.
وی در مسابقات کشوری و بین‌المللی در مجموع برندهٔ ۱۱ مدال طلا، ۹ مدال نقره، ۶ مدال برنز شده‌است.